# Michael Biberstein
Michael Biberstein (* 7. November 1948 in Solothurn, Schweiz; † 5. Mai 2013 in Alandroal, Portugal) war ein schweizerisch-US-amerikanisch-portugiesischer Maler.

## Leben und Werk
Als Maler war Michael Biberstein Autodidakt. Von 1964 bis 1978 lebte er in den USA und von 1966 bis 1968 studierte er Kunstwissenschaft am Swarthmore College in Philadelphia. Erste künstlerische Aktivitäten fanden auf Anregung von David Sylvester statt. Anleitung im Kupferdruck erhielt Michael Biberstein durch Peter Kneubühler. Er betätigte sich als Kunsthistoriker, Zeichner, Plastiker und Grafiker. Zwischen 1966 und 1970 reiste Biberstein nach Griechenland, Ägypten, Island, Indien, Australien und Japan.
1979 siedelte Biberstein nach Sintra in Portugal über. Später lebte er bei Alandroal in der Region Alentejo.
Biberstein stellte in international renommierten Museen aus, 1992 war er Teilnehmer der documenta IX in Kassel. Im Rahmen einer geplanten Sanierung der Kirche Santa Isabel in Lissabon legte Biberstein einen Entwurf vor und arbeitete bis zu seinem Tode an diesem Projekt.

„Michael Biberstein hat Landschaft gemalt. Nicht abgemalt nach der Natur – er hat Landschaft erfunden, um sie malen zu können. Irdische Landschaft und kosmische Landschaft. Denn was er gemalt hat ist Landschaft geworden: „Landschaft muss man schauen, damit man Landschaft sieht“. Er hat mich bei einem unserer ersten Gespräche überrascht mit einem ganz eigenen Begriff, einem Substantiv: Nicht einfach: das Sehen, sondern: das Landschaftsehen. Nicht einfach: das Schauen, sondern: das Landschaftschauen. Überrascht war ich auch deshalb, weil er damit deutlich machte, dass es nicht einfach darum geht, eine existierende Landschaft, eine schöne Landschaft, eine bezaubernde, eine atemberaubende Landschaft zu schauen. Mit seinem verwegenen Substantiv fordert er uns auf, auch die Landschaft zu sehen in den Dingen, die wir anschauen. Die Strukturen und Zeichen dieser Landschaften.“

## Auszeichnungen
- 1993: Kulturpreis des Kantons Solothurn
- 1995: Grand Prix des Beaux-Arts de la Ville de Vevey

## Film
- O Meu Amigo Mike ao Trabalho, Regie: Fernando Lopes, 49 Minuten, 2008.

## Sonderausstellungen
Von den vielen Ausstellungen Michael Bibersteins ist die Ausstellung Corot in Deutschland. Innerhalb der Ausstellung Michael Biberstein – Stirnwände vom 5. bis 22. Oktober 1995 im Kunstverein Freiburg in Zusammenarbeit mit dem Museum für Moderne Kunst München hervorzuheben.  Die Ausstellung wurde von Stephan Berg eröffnet. Er sprach zum Thema „Fälschung und Original im Kunstbetrieb“. Die Kuratoren der Ausstellung waren Stephan Berg und Hans-Peter Porzner.